# کریشنان نایر آجایان
کریشنان نایر آجایان (انگلیسی: Krishnan Nair Ajayan؛ زادهٔ ۳۰ مهٔ ۱۹۷۹) بازیکن فوتبال اهل هند بود.
از باشگاه‌هایی که در آن بازی کرده است می‌توان به باشگاه فوتبال پونه اشاره کرد.
وی همچنین در تیم‌های ملی فوتبال زیر ۲۳ سال هند و هند بازی کرده است.